# KS Kielce

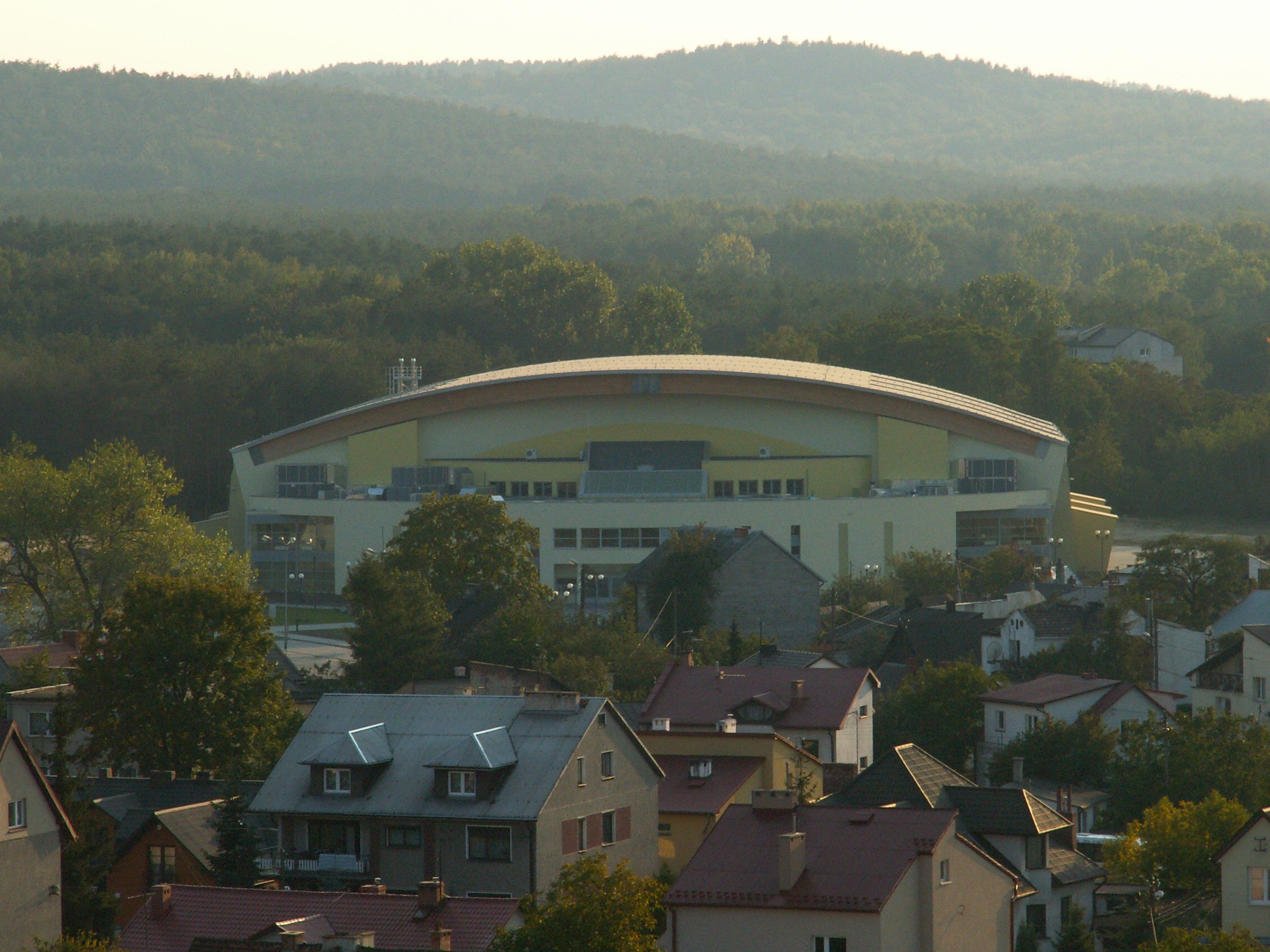
Hemmaarenan Hala Legionów 2006, sedd utifrån.

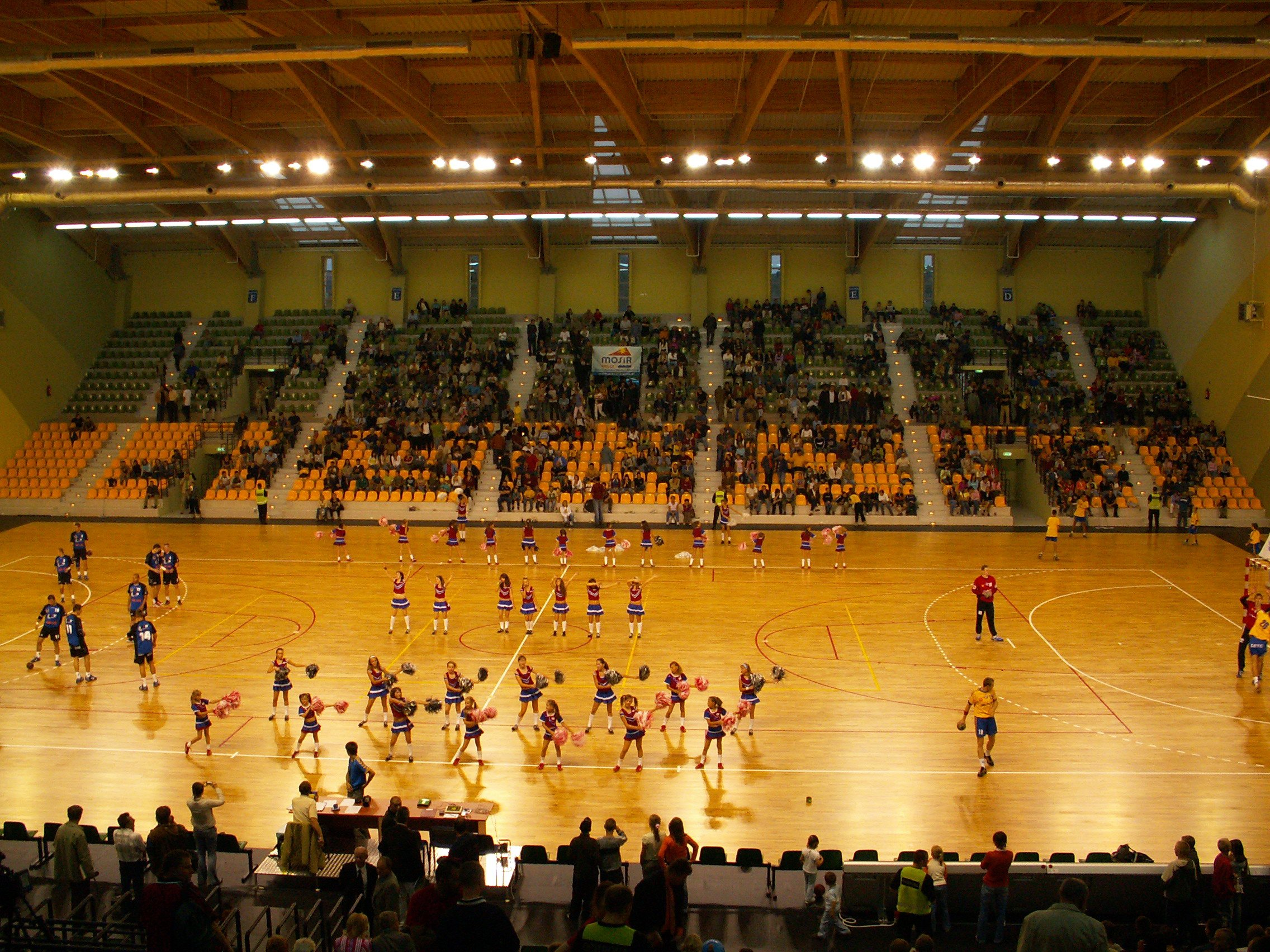
Hemmaarenan Hala Legionów 2006, sedd inifrån.

Klub Sportowy Iskra Kielce Spółka Akcyjna (KS Iskra Kielce SA, KS Kielce), officiellt: Industria Kielce (sedan 2023), är en handbollsklubb från Kielce i Polen, grundad 1965. Klubben spelar i PGNiG Superliga och har Hala Legionów som sin hemmaarena. Kielce är den mest framgångsrika klubben i Polen med 20 ligatitlar och 17 cupvinster.
De vann EHF Champions League för första gången i klubbens historia säsongen 2015/2016 efter att ha vunnit finalen efter straffar mot Ungerska storlaget Veszprem KC.

## Spelartrupp 2023/24
| Nr | Land      | Pos | Namn               |
| -- | --------- | --- | ------------------ |
| 1  | Polen     | MV  | Miłosz Wałach      |
| 12 | Polen     | MV  | Nikodem Błaźejwski |
| 33 | Tyskland  | MV  | Andreas Wolff      |
| 5  | Polen     | M9  | Michał Olejniczak  |
| 6  | Polen     | V6  | Szymon Wiaderny    |
| 7  | Frankrike | H6  | Benoît Kounkoud    |
| 9  | Polen     | V9  | Szymon Sićko       |
| 10 | Spanien   | H9  | Alex Dujshebaev    |
| 11 | Frankrike | M6  | Nicolas Tournat    |
| 18 | Kroatien  | M9  | Igor Karačić       |

| Nr | Land      | Pos | Namn              |
| -- | --------- | --- | ----------------- |
| 23 | Polen     | H6  | Arkadiusz Moryto  |
| 24 | Spanien   | M9  | Daniel Dujshebaev |
| 25 | Island    | M9  | Haukur Þrastarson |
| 27 | Polen     | V6  | Cezary Surgiel    |
| 34 | Polen     | H9  | Paweł Paczkowski  |
| 42 | Egypten   | V9  | Hassan Kaddah     |
| 48 | Polen     | V9  | Tomasz Gębala     |
| 50 | Belarus   | M6  | Artsem Karalek    |
| 99 | Frankrike | V6  | Dylan Nahi        |

## Meriter
- Polska mästerskapet: 20 (1993–1994, 1996, 1998–1999, 2003, 2009–2010, 2012–2023)
- Polska cupen: 17 (1985, 2000, 2003, 2004, 2006, 2009–2019, 2021)
- EHF Champions League: 1 (2016)
- IHF Super Globe  Brons (2016, 2022)